# Hoensbroek International
Die Hoensbroek International (auch B.C. Victoria Tournament oder Victoria International genannt) sind ein offenes internationales Badmintonturnier in den Niederlanden. Sie werden seit dem Jahr 1976 in Hoensbroek ausgetragen und finden jährlich statt. Das Turnier startete als nationaler Wettkampf, wurde dann zum internationalen Turnier mit ausgeschüttetem Preisgeld aufgewertet, um dann derzeit als Jugendturnier unter dem Titel Carlton International Youth Tournament (CIYT) durchgeführt zu werden.

## Sieger
| Saison | Herreneinzel   | Dameneinzel      | Herrendoppel                 | Damendoppel                     | Mixed                      |
| ------ | -------------- | ---------------- | ---------------------------- | ------------------------------- | -------------------------- |
| 1982   | Torben Carlsen | Monique Hoogland | Pierre Pelupessy Alex Meijer | Erica van Dijk Monique Hoogland | Alex Meijer Erica van Dijk |
| 1989   | Claus Thomsen  | Erica van Dijk   | Peter Buch Jens Meibom       | Erica van Dijk Eline Coene      | Alex Meijer Erica van Dijk |